# Parafia Macierzyństwa Najświętszej Maryi Panny w Łuzkach
Parafia Macierzyństwa NMP w Łuzkach – parafia rzymskokatolicka w dekanacie łosickim.
Parafia została erygowana w 1957, a wcześniej działała jako filia (od 1936). Kościół parafialny został wybudowany z drewna w 1936. Księgi metrykalne prowadzone są od 1937, a kronika parafialna od 1958.
Do parafii należą wierni z wsi:  Łuzki, Chotycze, Czeberaki, Ławy, Popławy, Różowa, Sewerynów, Toporów i Zienie.